# Unten am Fluss (Fernsehserie)
Unten am Fluss – Watership Down ist eine britisch-kanadische Zeichentrickserie nach dem gleichnamigen Roman von Richard Adams. Sie wurde von 1999 bis 2000 in drei Staffeln mit jeweils 13 Episoden produziert und bedient sich auch einer Reihe von Motiven des gleichnamigen Kinofilms von 1978.

## Hintergrund
Die drei Staffeln von Watership Down wurden direkt hintereinander produziert, allerdings nur in Kanada vollständig ausgestrahlt; in Großbritannien liefen nur die ersten beiden Staffeln, wobei die Episoden der zweiten Staffel auch noch in der falschen Reihenfolge gezeigt wurden.
Die Serie erzählt die Geschichte weniger düster als Buch und Spielfilm und erlaubt sich einige Freiheiten in der Einbindung neuer Handlungsstränge und Figuren. Martin Rosen, Regisseur des Spielfilms, arbeitete als Produzent an der Serie mit. Das Ende wurde komplett verändert, so spielt es sich hauptsächlich in dem Gehege Darkhaven, General Woundworts Heimat, ab.

## Handlung

### Staffel 1
Aufgrund einer Vorahnung des sensiblen Fivers, verlassen sein mutiger Bruder Hazel, der Owslahauptmann Bigwig, das fleißige Weibchen Blackberry, der pessimistische Hawkbit, der Geschichtenerzähler Dandelion und der kleine Pipkin ihr Gehege Sandleford Warren. Dieses wird kurz darauf von den Menschen zerstört. Auf ihrer beschwerlichen Reise zu einem sicheren Ort, werden die sieben Kaninchen in manch brenzlige Situation verwickelt. Aber sie gewinnen auf ihrem Weg auch neue Freunde, wie die gutmütige Möwe Keehar und die gewitzte Feldmaus Hannah. Schließlich gelangen sie an einen verlassenen Kaninchenbau, welcher sich unter einer alten Buche bei den hohen Hügeln befindet. Der idyllischen Ort wird von allen Watership Down genannt. Während die Gruppe bemüht ist, sich in ihrem neuen zu Hause wohnlich einzurichten und zudem auch noch von einem bösartigen Wiesel bedroht wird, kann sich Hauptmann Holly aus Sandlewood Warren zu Hazel, der zwischenzeitlich das Amt des Anführers übernommen hat, durchschlagen. Holly und sein Freund Pimpanell sind die einzigen überlebenden des Unglücks, wobei Pimpanell vorübergehend im großzügigen Bau des intriganten Cowslip untergekommen ist. Als die Freunde ihn dort abholen wollen, stellen sie nach kurzer Zeit fest, das der gesamte Bau Cowslips von Drahtschlingen umgeben ist und regelmäßig von Menschen heimgesucht wird. Cowslip bekommt von den Menschen viele leckere Köder, im Gegenzug dafür lässt er hilflose Kaninchen in den Schlingen zurück. Nachdem die Freunde erfahren haben, das Pimpannell den Schlingen zum Opfer gefallen ist und auch Bigwig fast durch eine Schlinge getötet wurde, will Hazel Cowslips Untergebene warnen und bietet ihnen sogar an, sie mit nach Watership Down zu nehmen. Doch nur der gemütliche Strawberry lässt sich überzeugen und begleitet Hazel. Kurz darauf beauftragt Hazel Kehaar die Efrafa – eine höchst gefährliche Hasenbande – auszukundschaften. Um mit ihrem Anführer, dem gefürchteten General Woundwort, zu verhandeln, begeben sich Hazel und Fiver ins gegnerische Lager und werden schnurstracks in eine Zelle gesperrt. Dort treffen sie auf die Unterdrückten Blackavar und Primrose. Zwischen Hazel und Primrose entwickelt sich sehr schnell eine große Liebe. Nach einigem Hin und Her, sowie einer Undercover-Aktion Bigwigs, schaffen es die Freunde schließlich Blackavar und Primrose aus Woundworts Schreckensherrschaft zu befreien. Und auch ein Stallkaninchen namens Clover, vom nahegelegenen Bauernhof, schließt sich der Gruppe von Watership Down an. Kurz darauf entdecken Hazel, Fiver und Hawkbit einen geheimen Tunnel, der von ihrem Bau in Watership Down nach Efrafa führt. Diesen wollen sie nutzen, um die Feinde im Auge zu behalten. Wenig später trifft Hazel auf Campion, der von Woundwort losgeschickt wurde um Futter zu beschaffen. Als Campion durch einen Adler schwer verletzt und vom hinterhältigen Hauptman Vervain im Stich gelassen wird, beschließt Hazel ihm zu helfen. Dabei geraten die beiden Rammler in ein Gewächshaus, in welchem sie von einer Schlange angegriffen werden. Doch mit vereinten Kräften und dank der Hilfe Hazels Freunden, gelingt es den beiden das Gewächshaus unversehrt zu verlassen. Durch dieses Erlebnis gerät Campion allerdings ins Grübeln und beginnt an seiner Loyalität zu Woundwort zu zweifeln. Nicht Lange danach, gerät der kleine Pipkin unglücklicherweise in die Hände von Woundwort. Dieser will daraufhin Hazel, Fiver und Bigwig dazu zwingen, sich bis zur nächsten Vollmondnacht zu ergeben.

### Staffel 2
Die Efrafa droht, Pipkin zu töten, falls sich Hazel, Bigwig und Fiver nicht freiwillig ausliefern. Nun ist guter Rat teuer in Watership Down. In letzter Sekunde bekommt jedoch die Maus Hannah einen Geistesblitz, wodurch Pipkin tatsächlich gerettet werden kann. Nach diesem Erlebnis verbieten die anderen Kaninchen Pipkin, das schützende Gehege zu verlassen und überschütten ihn mit übertriebener Fürsorge. Doch mit einem Trick kann Pipkin seine Freunde von ihrer Meinung abringen. Unterdessen leidet Möwe Kehaar unter großem Heimweh nach dem Meer. Um ihrem Freund zu helfen, begeben sich Hazel, Fiver, Bigwig, Hawkbit, Dandelion und Pipkin gemeinsam mit Kehaar auf eine aufregende Reise an die Küste. Unterwegs landen sie auf einem großen Markt und müssen große Geschicklichkeit beweisen, um nicht von den Menschen entdeckt zu werden. Schlussendlich kommen sie alle unversehrt am Meer an, werden jedoch von der Flut überrascht. Dank Kehaar und den hilfsbereiten Papageientauchern können die Kaninchen im letzten Moment vor dem Ertrinken bewahrt werden. Kehaar, der sich unterdess von seinen egoistischen Möwen-Freunden losgesagt hat, kehrt mit Hazel glücklich nach Watership Down zurück. Währenddessen überlegen einige von Cowslips Leuten, unter der Leitung von Hickory und Marigold, den Bau mit seinen gefährlichen Schlingen zu verlassen. Hazel will ihnen dabei gerne helfen und Primrose empfiehlt den Ausbrechern ihre alte Heimat den Redstone-Bau zu besiedeln. Doch Cowslip nimmt ihnen diese Aktion äußerst übel und verbündet sich mit General Woundwort von Efrafa. Hauptmann Campion dagegen freundet sich immer mehr mit den Kaninchen aus Watership Down an und versorgt sie sogar mit geheimen Informationen. Dadurch misslingt Woundworts nächster Schlag gegen Hazel. Doch der Preis dafür ist hoch. Denn Campion wird von seinem Widersacher Hauptmann Vervain des Verrats bezichtigt und verhaftet. Um Woundworts Vertrauen in Vervain zu erschüttern und Campion dadurch zu retten, klügeln die Maus Hannah und die Kaninchen einen knifflige Plan aus. Dieser hat zur Folge das Vervain degradiert wird. Campion dagegen bleibt weiterhin Hauptmann in Efrafa und der Gruppe von Watership Down als wertvoller Spitzel erhalten. Dann bricht der Winter über Watership Down heran und die Freunde wollen ein Fest feiern. Auf der Suche nach Essbarem werden Hazel, Fiver, Bigwig, Hawkbit, Dandelion und Kehaar von einem Fuchs über einen gefrorenen See gejagt, wobei Bigwig im Eis einbricht. Im letzten Moment können Hazel und die anderen ihn aus seiner misslichen Lage befreien, doch Bigwig droht nun zu erfrieren. Glücklicherweise kommt ihnen das freundliche Kaninchen Buttercup, welches mit den Menschen in Frieden lebt, zur Hilfe. Kehaar, der den Anschluss zwischenzeitlich verloren hat, sucht seine Kaninchen-Freunde verzweifelt. Im festen Glauben der Fuchs hätte sie alle geholt, kehrt er allein nach Watership Down zurück. Dort verfallen alle durch Kehaars Nachricht in tiefe Trauer. Nur Pipkin glaubt nicht an das Unglück und macht den Daheimgebliebenen Hoffnung. Und er soll recht behalten, denn Hazel und seine Begleiter kehren unversehrt zurück. Einige Zeit später, es ist bereits wieder warm geworden, entdeckt Hauptmann Vervain den geheimen Tunnel nach Watership Down. Daraufhin plant Woundwort, den Bau der Fremden endgültig zu zerstören. Um seine Freunde zu warnen, begibt sich Campion zu den Höhlen und gelangt schließlich zum Wohnort von Hazel und seinen Leuten. Als er dort den Frieden unter den Kaninchen bemerkt und sich zudem auch noch in Blackberry verliebt, möchte er am Liebsten für immer dort bleiben. Um den Schein zu wahren, kehrt er aber nach Efrafra zurück. Indessen gibt Blackberry Anweisung, den Tunnel nach Watership Down zu zerstören. Als Woundwort schließlich tatsächlich droht im Tunnel verschüttet zu werden, rettet Campion ihn aus Loyalität. Allerdings wird er dadurch selbst unter den Steinen begraben. Alle sind erschüttert und vermuten das Campion nun nicht mehr am Leben ist. Trotz des Verlustes möchte Hazel jedoch den Mut nicht verlieren.

## Charaktere & Synchronisation

### Watership Down
| Rolle                       | Originalsprecher                                                | Deutsche Sprecher           | Staffel(n) |
| --------------------------- | --------------------------------------------------------------- | --------------------------- | ---------- |
| Hazel (Kaninchen)           | Ian Shaw (Staffel 1,2); Nigel Pegram (Staffel 3)                | Erich Räuker                | 1–3        |
| Fiver (Kaninchen)           | Andrew Falvey                                                   | David Turba                 | 1–3        |
| Bigwig (Kaninchen)          | Stephen Mangan                                                  | Ulrich Voß                  | 1–3        |
| Pipkin (Kaninchen)          | Elliot Henderson-Boyle (Staffel 1,2); Maria Darling (Staffel 3) | Arda Vural                  | 1–3        |
| Blackberry (Kaninchen)      | Sue Elliott-Nichols                                             | Liane Rudolph               | 1–3        |
| Hawkbit (Kaninchen)         | Lee Ross                                                        | Oliver Feld                 | 1–3        |
| Dandelion (Kaninchen)       | Phill Jupitus                                                   | Hans-Jürgen Dittberner      | 1–3        |
| Strawberry (Kaninchen)      | Tim McInnerny, Robert Harper                                    | Uwe Büschken                | 1–3        |
| Primrose (Kaninchen)        | Kate Ashfield (Staffel 1,2); Penny Freeman (Staffel 3)          | Nina Kronjäger              | 1–3        |
| Kehaar (Möwe)               | Rik Mayall (Staffel 1,2); Anthony Jackson (Staffel 3)           | Lutz Schnell                | 1–3        |
| Hannah (Maus)               | Jane Horrocks (Staffel 1,2); Maria Darling (Staffel 3)          | Sabine Manke                | 1–3        |
| Blackavar (Kaninchen)       | Stephen Gately                                                  | Marius Clarén               | 1          |
| Clover (Kaninchen)          | Joanne Rodriguez                                                | Melanie Hinze, Sabine Mazay | 1–3        |
| Hauptmann Broom (Kaninchen) | Richard Briers                                                  | Gerd Holtenau               | 1–3        |
| Hauptmann Holly (Kaninchen) | Rob Rackstraw                                                   | Peter Groeger, Ulrich Voß   | 1,3        |
| Bark (Dachs)                | Janet Dale                                                      | Gisela Fritsch              | 2,3        |
| Yona (Igel)                 | ?                                                               | Eva-Maria Werth             | 2,3        |

### Efrafa
| Rolle                          | Originalsprecher                                     | Deutsche Sprecher                                       | Staffel(n) |
| ------------------------------ | ---------------------------------------------------- | ------------------------------------------------------- | ---------- |
| General Woundwort (Kaninchen)  | John Hurt (Staffel 1,2); Nigel Pegram (Staffel 3)    | Charles Brauer (Staffel 1,2), Helmut Krauss (Staffel 3) | 1–3        |
| Hauptmann Campion (Kaninchen)  | Rob Rackstraw                                        | Gerald Paradies                                         | 1–3        |
| Hauptmann Vervain (Kaninchen)  | David Holt                                           | Eberhard Prüter                                         | 1–3        |
| Unteroffizier Moss (Kaninchen) | Tom Eastwood (Staffel 1,2); Nigel Pegram (Staffel 3) | Christoph Banken                                        | 1–3        |
| Heather (Kaninchen)            | ?                                                    | Cathrin Vaessen                                         | 3          |

### Red Stone
| Rolle                | Originalsprecher                                             | Deutsche Sprecher | Staffel(n) |
| -------------------- | ------------------------------------------------------------ | ----------------- | ---------- |
| Hickory (Kaninchen)  | Kiefer Sutherland                                            | Eckhard Bilz      | 2,3        |
| Marigold (Kaninchen) | Stephanie Morgenstern (Staffel 2); Penny Freeman (Staffel 3) | Antje von der Ahe | 2,3        |

### Cowslip Warren
| Rolle                  | Originalsprecher                                               | Deutsche Sprecher                | Staffel(n) |
| ---------------------- | -------------------------------------------------------------- | -------------------------------- | ---------- |
| Cowslip (Kaninchen)    | Stephen Fry (Staffel 1,2); Anthony Jackson (Staffel 3)         | Wolfgang Thal                    | 1–3        |
| Silverweed (Kaninchen) | Tim McInnerny (Staffel 1, Folge 3); Stephen Mangan (Staffel 3) | Reinhard Kuhnert, Frank Schröder | 1,3        |

### Darkhaven
| Rolle                | Originalsprecher | Deutsche Sprecher | Staffel(n) |
| -------------------- | ---------------- | ----------------- | ---------- |
| Spartina (Kaninchen) | ?                | Sabine Arnhold    | 3          |
| Granite (Kaninchen)  | Rob Rackstraw    | Karl Schulz       | 3          |

### Trivia
- John Hurt und Richard Briers (Hazel und Fiver im Spielfilm) sprechen in der Serie General Woundwort und Hauptmann Broom.
- Kiefer Sutherland spricht in drei Episoden das Kaninchen Hickory.

## Episodenübersicht

### Staffel 1
1. Das gelobte Land
2. Neues Zuhause – neue Gefahren
3. Die Schlinge
4. Der Neue
5. Gefahr aus Efrafa
6. Der Einbruch
7. Der Fuchs
8. Flucht aus Efrafa
9. Heimweh
10. Hannahs Plan
11. Verschwunden
12. Freund und Feind
13. Entführt

### Staffel 2
1. Der Gefangene von Efrafa
2. Pipkin wird erwachsen
3. Sehnsucht nach dem Meer
4. Wahre Freundschaft
5. Das Gefecht
6. Fiver und der Dachs
7. Die Zaubermaus
8. Weihnachten in Watership Down 1
9. Weihnachten in Watership Down 2
10. Geheimnisvolle Boten
11. Die Invasion
12. Die Legende
13. Heimkehr

### Staffel 3
1. Campion lebt
2. Woundworth gibt nicht auf
3. Der Wanderer
4. Die Herausforderung
5. Woundworth in der Falle
6. Abschied von Kehaar
7. Redstones Untergang
8. Zauberkräfte
9. Ein unfairer Zweikampf
10. Die Spionin
11. Campions Verrat
12. Hannahs Meisterleistung
13. Die letzte Schlacht

## Sonstiges

### Musik
In Staffel 1 und 2 ist das Titellied Bright Eyes von Art Garfunkel (Originalfilm: Watership Down 1978) zu hören. Dieses stammt von Mike Batt und Andrew Lloyd Webber. Gesungen wird es von Ex-Boyzone-Sänger Stephen Gately.
Der Soundtrack der Serie wurde von Batt und dem Royal Philharmonic Orchestra erarbeitet.

### Hörspiele
Passend zum Zeichentrick-Format erschien in den Jahren 2000 bis 2002 eine Hörspielreihe. Diese schmückt die ersten 14 TV-Episoden inhaltlich noch ein wenig aus, sodass die Spiellänge pro Folge ca. 34–40 Minuten beträgt.
1. Das gelobte Land
2. Neues Zuhause – neue Gefahren
3. Die Schlinge
4. Der Neue
5. Gefahr aus Efrafa
6. Der Einbruch
7. Der Fuchs
8. Flucht aus Efrafa
9. Heimweh
10. Hannahs Plan
11. Verschwunden
12. Freund und Feind
13. Entführt
14. Der Gefangene von Efrafa

### Computerspiele
2001 erschienen 3 Computerspiele. Die Adventures richten sich an Kinder zwischen sieben und zwölf Jahren und verwenden die Animationsvorlage der Serie. Aufgrund von mangelndem Erfolg, wurde die Produktion jedoch eingestellt.
Unten am Fluss 01: Auf der Suche nach dem Watership Down.
Unten am Fluss 02: Neues Zuhause – Neue Gefahren
Unten am Fluss 03: Die Befreiung der Stallkaninchen

### Auszeichnungen
2003 gab es eine Nominierung bei den Gemini Awards für die beste Originalmusik einer dramatischen Serie.